# Gottfried von Schröder
Johann Gottfried von Schröder (Berlijn, ca. 1735 - Slot Pellendorf, Mistelbach, 18 februari 1807) was een officier en baron in dienst van de Habsburgse monarchie.

## Loopbaan
Hij begon zijn militaire loopbaan als 17-jarige op de slagvelden van de Zevenjarige Oorlog. Tegen het einde daarvan werd hij in 1762 onderscheiden met het ridderkruis in de Orde van Maria Theresia en vanaf 1766 mocht hij zich Freiherr noemen. In de Beierse Successieoorlog voerde hij het bevel over een infanterie-eenheid (1779) en enige tijd later kreeg hij een bevordering tot generaal (1786). Hij werd naar de Oostenrijkse Nederlanden gestuurd, waar het roerig was door weerstand tegen de hervormingen van keizer Jozef II. Een legertje opstandelingen had zich in Turnhout verschanst onder Jan Andries vander Mersch. Schröders beslissing om hen op 27 oktober 1789 direct aan te vallen, zonder te wachten op twee colonnes gestuurd door Richard d'Alton, draaide slecht uit. Hij verloor de Slag bij Turnhout.
Vervolgens kreeg hij op 9 november het bevel met zijn infanteriebataljon en zijn huzareneskadron naar Sint-Niklaas op te rukken om de patriotten de doorgang naar Gent te beletten. Hij kwam echter niet op tijd, onder meer omdat zijn soldaten hun uitrusting moesten poetsen (Schröder handhaafde een ijzeren discipline, wat hem niet geliefd maakte bij zijn ondergeschikten). Tijdens de Vier Dagen van Gent leidde de baron op 15 november een uitval vanuit het Spanjaardenkasteel. Na een kwartier trof een knaap hem in het been met een grote nagel afgevuurd uit een zelfgemaakte donderbus, waarna hij de hij de aftocht liet blazen. Het verlies van Gent werd hem aangerekend. In de ogen van keizer Jozef II had hij gefaald. Op last van de keizer deelde d'Alton hem mee dat hij niet langer was "angestellt" en naar Oostenrijk moest terugkeren. Ondertussen kreeg de Brabantse Omwenteling haar beslag.
Het volgende jaar stierf de keizer en werd Schröder weer in het leger opgenomen. In februari 1793 werd hij veldmaarschalk-luitenant en voerde zodoende het opperbevel over de Oostenrijkse troepen tijdens de Eerste Coalitieoorlog, in plaats van Beaulieu. Bij Aarlen werd Schröder op 9 mei overvleugeld door een sterkere vijand, waarna hij zich met Bender terugtrok in de vesting Luxemburg, die hij acht maanden wist te verdedigen. In 1795 werd hij nog commandant in Krakau, waarna hij op 72-jarige leeftijd stierf in zijn Oostenrijkse kasteel.

## Voetnoten
1. ↑  Roger Van Aerde, De Brabantse Omwenteling - De gevechten te Gent , in: Gendtsche Tydinghen, 1985, nr. 3, p. 135